# Sekretariatszulage
Die Sekretariatszulage ist eine Kostenerstattung für Parlamentarier des EU-Parlaments und des schweizerischen Nationalrats und Ständerats über die Abgeordnetenentschädigung, Tagegelder, allgemeine Kostenpauschale und Reisekostenpauschale hinaus.

## Europäisches Parlament
Die Sekretariatszulage der Mitglieder des Europäischen Parlaments betrug 2008 maximal 16.900 Euro monatlich, 2010 wurde sie auf 19.040 Euro und 2011 auf 21.209 Euro erhöht. Sie soll der Finanzierung der Gehälter von Mitarbeitern dienen.
Im Jahr 2008 wurde berichtet, dass diese Zulage von Europa-Abgeordneten zweckentfremdet bzw. missbräuchlich verwandt wurde. In Stichprobe wurden 167 Vorfälle aufgedeckt, in denen die Sekretariatszulage nicht ordnungsgemäß verwendet wurden. So bezahlten   Parlamentarier nicht existierende Mitarbeiter, andere verpflichteten ihre Assistenten, einen Teil ihres Gehalts an den Abgeordneten zu überweisen, oder es wurden Verwandte beschäftigt, ohne dass diese im Geringsten qualifiziert waren. Das Europäische Parlament hat darauf durch Änderungen der Regeln reagiert.

## Schweiz
In der Schweiz erhalten die Ratsmitglieder eine Jahresentschädigung von 31 750 Franken als Beitrag zur Deckung der Personal- und Sachausgaben, die der Erfüllung ihres parlamentarischen Mandates dienen.